# Territorio Francés de los Afars y de los Issas
El Territorio Francés de los Afars y los Isas (en francés, Territoire français des Afars et des Issas) fue, entre 1967 y 1977, la colonia francesa que sucedió a la Somalia francesa en el territorio de la actual República de Yibuti. El territorio fue nombrado según las dos poblaciones predominantes en la región: los afar y los issas.

## Historia
El territorio sobre el lado norte del golfo de Tadjoura, se llamaba Obock (Territorio d'Obock) desde 1862 hasta 1894. Francia, primero para hacerse un hueco en la región firmó diversos tratados entre 1883 y 1887 con los entonces sultanes somalíes. Cuando la administración colonial permanente se estableció en la ciudad de Yibuti por Léonce Lagarde en 1894, fue nombrado oficialmente «Somalilandia francesa». El nombre oficial continuó hasta 1967.
Un referéndum llevado a cabo para optar por la independencia se celebró el 27 de junio de 1977, en la que la mayoría de la población apoyó la independencia. El Territorio Francés de los Afars y los Issas difería de la Somalia francesa en términos de gobierno, cambiando la posición del gobernador general con el de Alto Comisionado y la creación de un consejo de gobierno de nueve miembros.

## Economía
La economía del Territorio Francés de los Afars y los Isas no difiere mucho de la actual economía de Yibuti. Los productos más destacados incluyen la sal, pieles de animales y café. La moneda oficial desde 1967 hasta 1977 fue el Franco del Territorio Francés de los Afars y de los Issas, que fue reemplazada por el Franco de Yibuti en 1977, después de que este país declarara la independencia.